# CXCR6
CXCR6 (англ. C-X-C motif chemokine receptor 6) – білок, який кодується однойменним геном, розташованим у людей на короткому плечі 3-ї хромосоми.  Довжина поліпептидного ланцюга білка становить 342 амінокислот, а молекулярна маса — 39 280.
| 10         |  | 20         |  | 30         |  | 40         |  | 50         |
| ---------- |  | ---------- |  | ---------- |  | ---------- |  | ---------- |
| MAEHDYHEDY |  | GFSSFNDSSQ |  | EEHQDFLQFS |  | KVFLPCMYLV |  | VFVCGLVGNS |
| LVLVISIFYH |  | KLQSLTDVFL |  | VNLPLADLVF |  | VCTLPFWAYA |  | GIHEWVFGQV |
| MCKSLLGIYT |  | INFYTSMLIL |  | TCITVDRFIV |  | VVKATKAYNQ |  | QAKRMTWGKV |
| TSLLIWVISL |  | LVSLPQIIYG |  | NVFNLDKLIC |  | GYHDEAISTV |  | VLATQMTLGF |
| FLPLLTMIVC |  | YSVIIKTLLH |  | AGGFQKHRSL |  | KIIFLVMAVF |  | LLTQMPFNLM |
| KFIRSTHWEY |  | YAMTSFHYTI |  | MVTEAIAYLR |  | ACLNPVLYAF |  | VSLKFRKNFW |
| KLVKDIGCLP |  | YLGVSHQWKS |  | SEDNSKTFSA |  | SHNVEATSMF |  | QL         |

A: Аланін

C: Цистеїн

D: Аспарагінова кислота

E: Глутамінова кислота

F: Фенілаланін

G: Гліцин

H: Гістидин

I: Ізолейцин

K: Лізин

L: Лейцин

M: Метіонін

N: Аспарагін

P: Пролін

Q: Глутамін

R: Аргінін

S: Серин

T: Треонін

V: Валін

W: Триптофан

Кодований геном білок за функціями належить до рецепторів, g-білокспряжених рецепторів, білків внутрішньоклітинного сигналінгу. 
Задіяний у такому біологічному процесі як поліморфізм. 
Локалізований у клітинній мембрані, мембрані.